# فرودگاه والترز فالز (پایپر وی)
فرودگاه والترز فالز (پایپر وی) (به انگلیسی: Walter's Falls (Piper Way) Aerodrome) یک فرودگاه خصوصی است . این فرودگاه در کشور کانادا قرار دارد و در ارتفاع ۴۲۷ متری از سطح دریا واقع شده است.